# Rashida Hamid
Rashida Hamid é uma professora, figura pública e primeira-dama de Bangladesh. Ela é a esposa do presidente Abdul Hamid. Ela tem servido como primeira-dama do país desde 14 de março de 2013.

## Biografia
Rashida Hamid nasceu em Jaffarabad, Karimganj, Kishoreganj. Ela é a esposa do ex-presidente do Jatiya Sangsad e actual presidente Abdul Hamid e mãe de Rejwan Ahammad Taufiq, membro do parlamento.

## Educação
Ela formou-se no Gurudayal Government College em 1972.

## Carreira
Rashida Hamid trabalhou como diretora numa escola de jardim de infância, Dhaka. Ela é a presidente da President Abdul Hamid Medical College e do corpo diretivo do Hospital.